# Venha Ver o Pôr do Sol
Venha Ver o Pôr-do-Sol é um conto da escritora brasileira Lygia Fagundes Telles. É considerado um dos mais famosos da renomada autora. É também o título de um de seus livros de contos.  

## Enredo
O conto está no livro Venha Ver o Pôr do Sol e Outros Contos, publicado em 1988, pela Ática, e aborda a história de Raquel e seu encontro em um cemitério abandonado com seu ex-namorado Ricardo, o qual ela trocou por um mais rico. Juntos, eles se aprofundam cada vez mais no velho cemitério e, por mais que Raquel peça para que ele desista da ideia, Ricardo quer chegar ao túmulo de sua suposta família. No caminho, os dois mantêm uma conversa nostálgica e mórbida ao mesmo tempo. Ricardo diz a Raquel que no jazigo está enterrado uma prima em que ele tinha uma certa afinidade quando criança. Esta prima viria a falecer com 15 anos. Até que, finalmente, chegam ao jazigo. Lá, Ricardo resolve mostrar à Raquel o retrato de uma prima que morreu muito jovem e que, segundo ele, tinha os olhos de Raquel. Quando Raquel observa a imagem, percebe em sua escritura que diz que a suposta prima de Ricardo havia falecido um século atrás, quando Raquel vira para discutir com o Ricardo pela mentira por ele contada, percebe que o mesmo não se encontra mais ali, agora estava do lado de fora do jazigo, Ricardo acaba a trancando no jazigo, o qual foi um crime premeditado pois ele havia renovado a fechadura do local. A história acaba com Ricardo deixando Raquel lá e andando enquanto ouve os gritos da moça — mas apenas até chegar ao portão.
Personagens:'''• Principais: Raquel e Ricardo.
• Secundários: Crianças, Dona da Pensão, Mãe de Ricardo, Maria Emília, e o atual namorado de Raquel.